# Plošec sundský
Plošec sundský (Mormolyce phyllodes) je brouk z čeledi střevlíkovitých, který obývá deštné pralesy jihovýchodní Asie. Dosahuje délky 60–100 mm. Tělo je lesklé, černé až hnědé barvy, krovky mají charakteristický tvar, který plošcům vynesl anglické označení „violin beetle“ (houslový brouk). Mimikry je chrání před predátory, díky zploštělému tělu se mohou pohybovat pod kůrou stromů . Štít a hlava jsou protáhlé, končetiny a tykadla dlouhé a tenké.
Dospělí jedinci i larvy jsou dravci. V případě ohrožení vyměšují jedovatý sekret na bázi kyseliny máselné. Larvy žijí v rourkách chorošovitých hub. Stadium larvy trvá 8–9 měsíců, stadium kukly 8–10 týdnů, dospělci se líhnou od srpna do listopadu. 

## Poddruhy
- Mormolyce phyllodes borneensis Gestro, 1875
- Mormolyce phyllodes engeli Lieftinck & Wiebes, 1968
- Mormolyce phyllodes phyllodes Hagenbach, 1825